# Anna Bennich
Anna Elisabeth Bennich, född 15 mars 1973 i Trelleborg, är en svensk psykolog, psykoterapeut och författare.

## Biografi
Bennich medverkar i egenskap av psykolog bland annat regelbundet i ett program som kallas Relationsakuten TV4:s Nyhetsmorgon, där hon pratar om frågor såsom stress, ensamhet och sociala relationer. Hon föreläser också regelbundet utifrån liknande ämnen, och har i Psykologitidningen kallats för relationsexpert.
År 2024 gav hon tillsammans med sin dotter Signe ut boken Att försvinna sig: en mor och dotters berättelse om anorexi. Boken beskrivs som en dubbelexponering av sjukdomen, där vi får både moderns och dotterns bild av sjukdomen som manipulerar och manövrerar och skapar stort lidande.
Den 24 juli 2020 var Bennich värd för Sommar i P1.

### Familj
Anna Bennich har tre barn.